# Lorenzo Bâtard
Lorenzo Bâtard (4 de febrero de 1744-Maine-et-Loire, 2 de enero de 1794) fue un sacerdote católico francés, asesinado durante la persecución religiosa de la Primera República Francesa, por lo que es considerado mártir por la Iglesia Católica.
Es venerado como beato el 2 de enero.